# Untdi
Untri o Untdi fou un estat tributari protegit a l'agència de Kathiawar, prant de Jhalawar, presidència de Bombai.
Està format per un sol poble amb dos tributaris separats. Els ingressos estimats eren de 195 lliures i el tribut de 49 lliures al govern britànic i de 4 al nawab de Junagarh. La superfície era de 16 km² i la població (1881) de 431 habitants.